# Roberto Silva
Roberto Napoleão Silva (Rio de Janeiro, 9 aprile 1920 – Rio de Janeiro, 9 settembre 2012) è stato un cantante e compositore brasiliano.
Conosciuto come O Principe do Samba (Il Principe del Samba), è considerato una della principali voci della musica brasiliana.